# Покровское (Ступинский район)

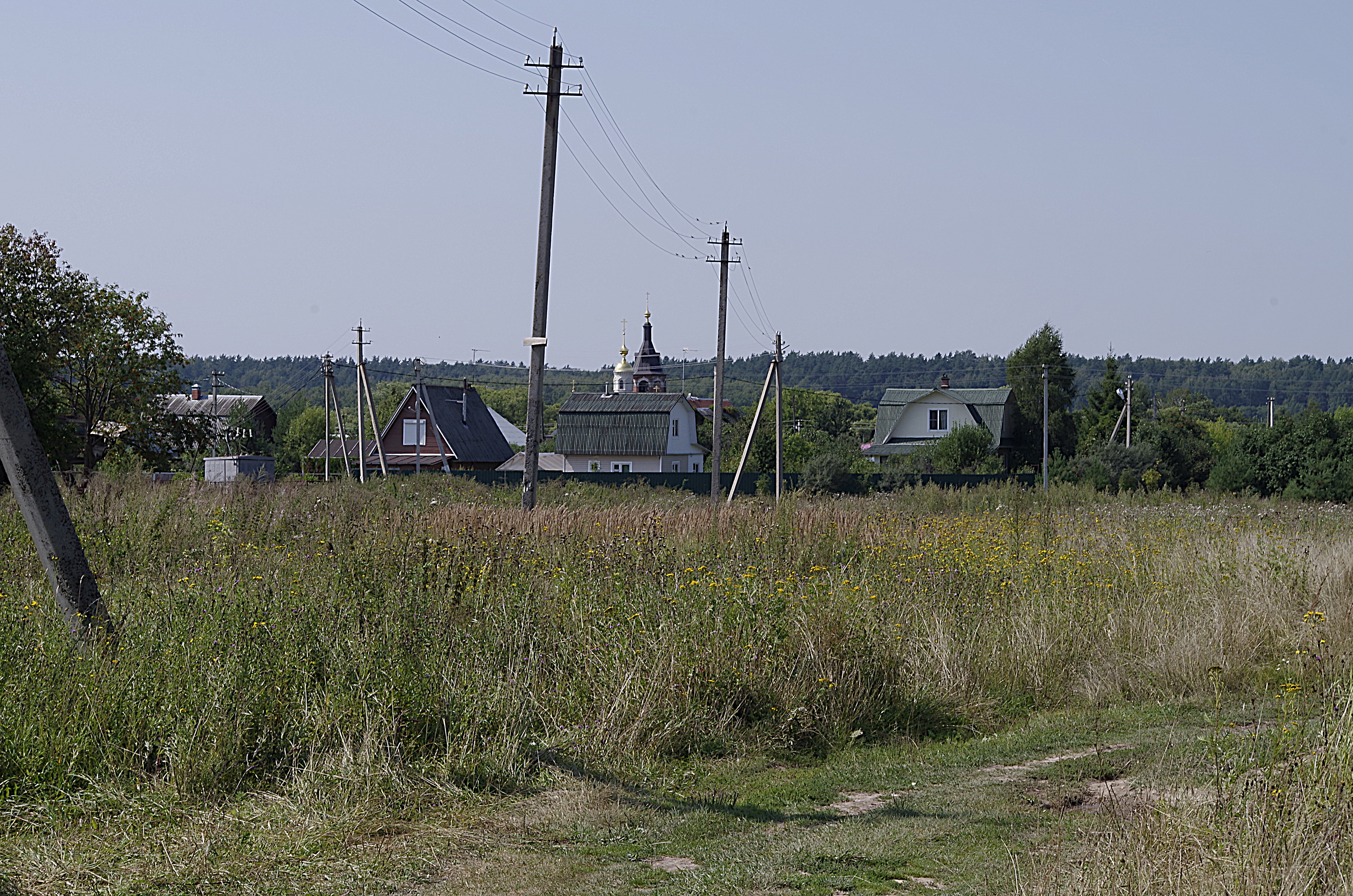

Покровское — село в Ступинском районе Московской области в составе Аксиньинского сельского поселения (до 2006 года входило в Мещеринский сельский округ). По имеющимся сведениям, село, как Сухотино, Свербеево тож, известно с 1577 года, с 1627 года — Покровское. Покровское на 2015 год фактически крупный дачный посёлок: при 7 жителях в селе 3 улицы и 3 садовых товарищества. В селе действует Церковь Покрова Пресвятой Богородицы постройки конца XVI — начала XVII века, редкий образец вотчинной архитектуры, памятник архитектуры федерального значения.

## Население
| 2002 | 2006 | 2010 |
| ---- | ---- | ---- |
| 26   | ↘15  | ↘7   |

Покровское расположено в северо-восточной части района, на левом берегу реки Северка, высота центра села над уровнем моря — 118 м. Ближайшие населённые пункты: примерно в 2,5 км на юго-восток Боброво и Мещерино, около 2 км на юго-запад Большое Скрябино.